# Hällebäcks gård
Hällebäcks gård är en svensk dramafilm från 1961 i regi av Bengt Blomgren.

## Om filmen
Filmen premiärvisades 18 september 1961. Den spelades in vid Glömsta herrgård i Huddinge socken. Hilding Bladh var fotograf.
Som förlaga har man Signe Björnbergs radioserie Hällebäcks gård som sändes första gången 1959. Serien omarbetades till en roman som utgavs 1960.

## Rollista
- Gunnar Sjöberg - Johan, bonde
- Sif Ruud - Anna, Johans hustru
- Ittla Frodi - Kerstin, äldsta dottern
- Hanny Schedin - Farmor Stina
- Yvonne Nygren - Agneta, yngsta dottern
- Göran Boberg - Jan, sonen
- Sven-Eric Gamble - Tage, elektriker
- Tage Severin - Henry
- John Norrman - Ol Per, Annas far
- Sture Ström - Ove, hovslagare
- Ralph Brown - Arvid, Ol Pers bror
- Sonja Westerbergh - Karin, lärarinna
- Brita Öberg - Tea, granngumma
- Julia Cæsar - Beda, granngumma
- Carl-Axel Elfving - Bilkalle
- Sören Söderberg - läkare
- Börje Olsson - dräng
- Walter Norman - Kurt, student
- Manne Grünberger - en gamling
- Bengt Blomgren - mackföreståndare

## Filmmusik i urval
- Hällebäckslåten, kompositör  Andrew Walter

## DVD
Filmen gavs ut på DVD 2011.